# Benedict Anderson
Benedict Richard O'Gorman Anderson (Kunming, 26 agosto 1936 – Malang, 13 dicembre 2015) è stato un sociologo irlandese naturalizzato statunitense di ispirazione marxista, noto in particolare per i suoi studi sul nazionalismo e l'Indonesia e per il concetto di comunità immaginate.

## Biografia
Nato in Cina nel 1936 da padre anglo-irlandese e madre inglese, si è trasferito da piccolo in California. È fratello dello storico Perry Anderson. Da giovane si è trasferito per studiare in Irlanda.
Nel 1957 ha conseguito un Bachelor of Arts in studi classici all'Università di Cambridge e in seguito ha conseguito un dottorato di ricerca alla Cornell University.
Come filosofo della politica, è conosciuto soprattutto per aver elaborato il concetto di comunità immaginate, introdotto nel libro omonimo datato 1983. In questo libro descrive, mediante un approccio derivante dal materialismo storico e dal marxismo, i principali fattori che hanno contribuito alla nascita del nazionalismo nel mondo nel corso di tre secoli. Egli ha definito la nazione come una "comunità politica immaginata, e intrinsecamente insieme limitata e sovrana".
È stato professore di studi internazionali alla Cornell University e ha scritto importanti opere di filosofia politica e cultura sull'Estremo Oriente: tra queste Language and Power: Exploring Political Cultures in Indonesia (1990) e The Spectre of Comparisons: Nationalism, Southeast Asia, and the World (1998).